# 川崎重工-南車四方C151B型電力動車組
川崎重工-南车四方C151B型电动车组（英語：Kawasaki Heavy Industries & CSR Sifang C151B）是新加坡地鐵在2012年為南北線和東西線增購的列車，於2015年5月開始付運。其中首列列車已於2017年4月16日投入服務。

## 概要
這款列車是由川崎重工業設計，並於中国南车集团四方机车车辆股份有限公司在青島生產，一共有45組列車，每組列車由6個車廂組成，為SMRT地鐵有限公司所擁有，於2017年4月起投入服務。

## 列車設備

### 控制裝置
列車沿用C751B及C151A所使用的富士電機製IGBT-VVVF牽引系統，MLR109型牽引電動機和輔助逆變器(SIV)。

### 列車車門
有別於C151、C751B及C151A所使用的氣動滑動式車門，本型號列車採用由南京康尼機電股份及富士電機開發及製造的電動滑動式車門。

## 乘客資訊系統

### STARIS 2.0
所有C151型列車均已裝設有新一代乘客資訊系統（Passenger Information Display System），其英文官方名稱為STARIS 2.0，該系統由位於車門上方的兩塊LCD顯示屏顯示路線圖組成，可用作顯示車門開門方向，車站結構圖和列車服務資訊等。

## 列車編組
三輛一組，兩組共六輛為一列。列車編號由x601 至 x690，第一卡由3開始，第二卡為1，第三卡為2。以首列列車為例，依例排序為3601-1601-2601-2602-1602-3602。
| DT | O | X | O | 23,830 | 78英尺2.2英寸 | X |
| M1 | X | O | O | 22,800 | 74英尺9.6英寸 | X |
| M2 | X | O | O | 22,800 | 74英尺9.6英寸 | O |